# Centre d'information de recherches en langues étrangères
L’IFS (sigle allemand pour Informationszentrum für Fremdsprachenforschung) est un institut qui existe depuis 1969 et qui est indépendant des autres institutions de l’université de Marbourg à Marbourg. Le Centre d’information est spécialisé sur la documentation de littérature scientifique qui a pour objet la recherche dans le domaine des langues étrangères et de l’enseignement des langues étrangères. Dans cette fonction de documentation, l’IFS est la seule institution en Allemagne. Depuis 1998, l’IFS est dirigée par Frank G. Königs.

## Fonctions
La fonction primordiale de l’IFS est la documentation de publications qui se consacrent à la recherche dans le domaine des langues étrangères ainsi que dans le domaine de la méthodologie et de la didactique de l’enseignement des langues étrangères. Tous les revues spécialisées importantes de l’Allemagne et une multitude de revues spécialisées de l’étranger ainsi que des monographies, des manuels et des logiciels d’apprentissage sont documentés et rassemblés dans une base de données qui contient environ 67 000 inscriptions.

## Publications
Depuis 1970, l’IFS publie trimestriellement la bibliographie de l’enseignement de langues modernes qui indique et qui résume 350 publications actuelles.
L’IFS gère l’«index de recherches dans le domaine de l’enseignement et des cours des langues étrangères », publié annuellement dans le cahier No. 1 de la bibliographie de l’enseignement de langues modernes ainsi qu’à l’internet. 
FIS Bildung est une collaboration d’environ 30 centres de documentations allemands, autrichiens et suisse. L’IFS y contribue avec la présentation de publications qui s’adonne à la didactique des langues étrangères.
La base de donnés de FIS Bildung, qui peut être consulté soit en ligne soit par cédérom, constitue le « croupon » de l’association. Dans les pays germanophones, elle représente le plus vaste service d’information à propos de la littérature de formation, contenant 560.000 inscriptions à propos de sujets pédagogiques.
De plus, l’IFS gère une bibliothèque de consultation sur place de présence qui possède un grand nombre de revues, de monographies et de manuels scolaires qui peuvent être consultés lors des heures d’ouverture.

## Site
Le Centre d'information de recherches en langues étrangères est situé dans le bâtiment polyvalent (Mehrzweckgebäude) à l'université de Marbourg sur les « Lahnberge » dans la rue « Hans-Meerwein-Straße ».